# Національна комісія ядерної енергії (Бразилія)

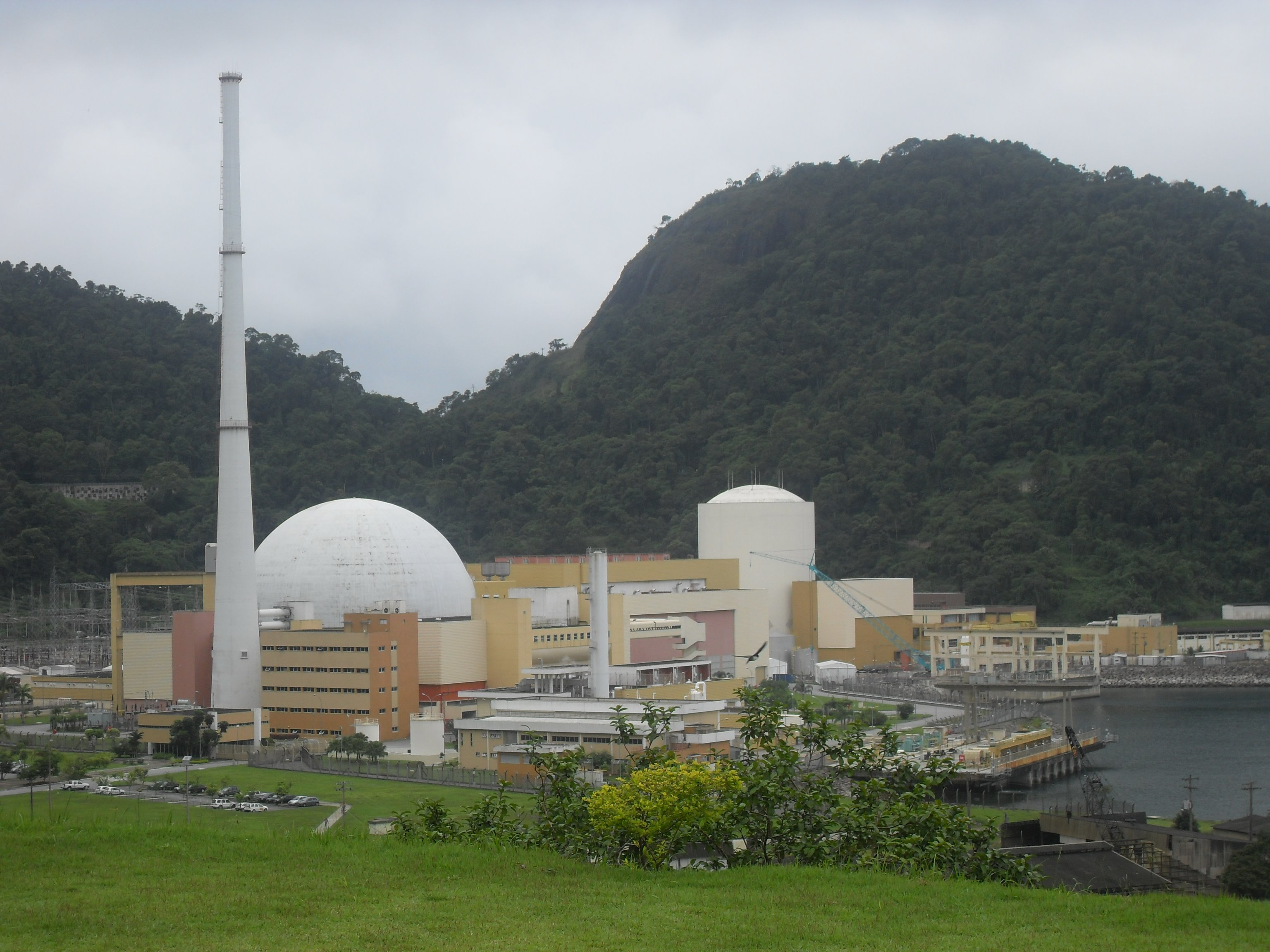
Ядерний завод адмірала Алвару Алберту

Національна комісія ядерної енергії (порт. Comissão Nacional de Energia Nuclear, CNEN) — федеральне агентство Бразилії, створене за декретом Nº 40.110 від 10 жовтня 1956 року. Організація підпорядкована Міністерству науки і технологій та є головним органом планування, контролю та просування норм та регуляцій ядерного захисту і розробки ядерних технологій Бразилії.
CNEN проводить активні дослідження з питань використання ядерних технологій для інтересів суспільства. Офіційною місією CNEN є: «Гарантувати безпеку та мирне використання ядерної енергії, розробка та розповсюдження ядерних та пов'язаних з ними технологій, турбота про добробут населення», із особливою турботою про безпеку та розвиток області з орієнтацією на очікування суспільства та надання йому відповідних служб та продуктів.
В області ядерної безпеки CNEN забезпечує захист робітників відповідних підприємств від радіації, так саме як і захист всього населення та довкілля. З цією метою проводиться ліцензування ядерних підприємств, підприємств відповідної діяльності та підприємств, що займаються отриманням первинних матеріалів для ядерної промисловості, встановлення норм і регуляцій, встановлення правил поведінки для радіаційного захисту; виконання допоміжних служб, інформування і відповідь на небезпечні ситуації, проведення досліджень та вимірювань з радіаційної безпеки. Контроль за ядерними матеріалами в країні повністю відноситься до компетенції CNEN, з метою гарантувати їх використання для мирних цілей, зокрема транспорту, обробки і захоронення відходів.

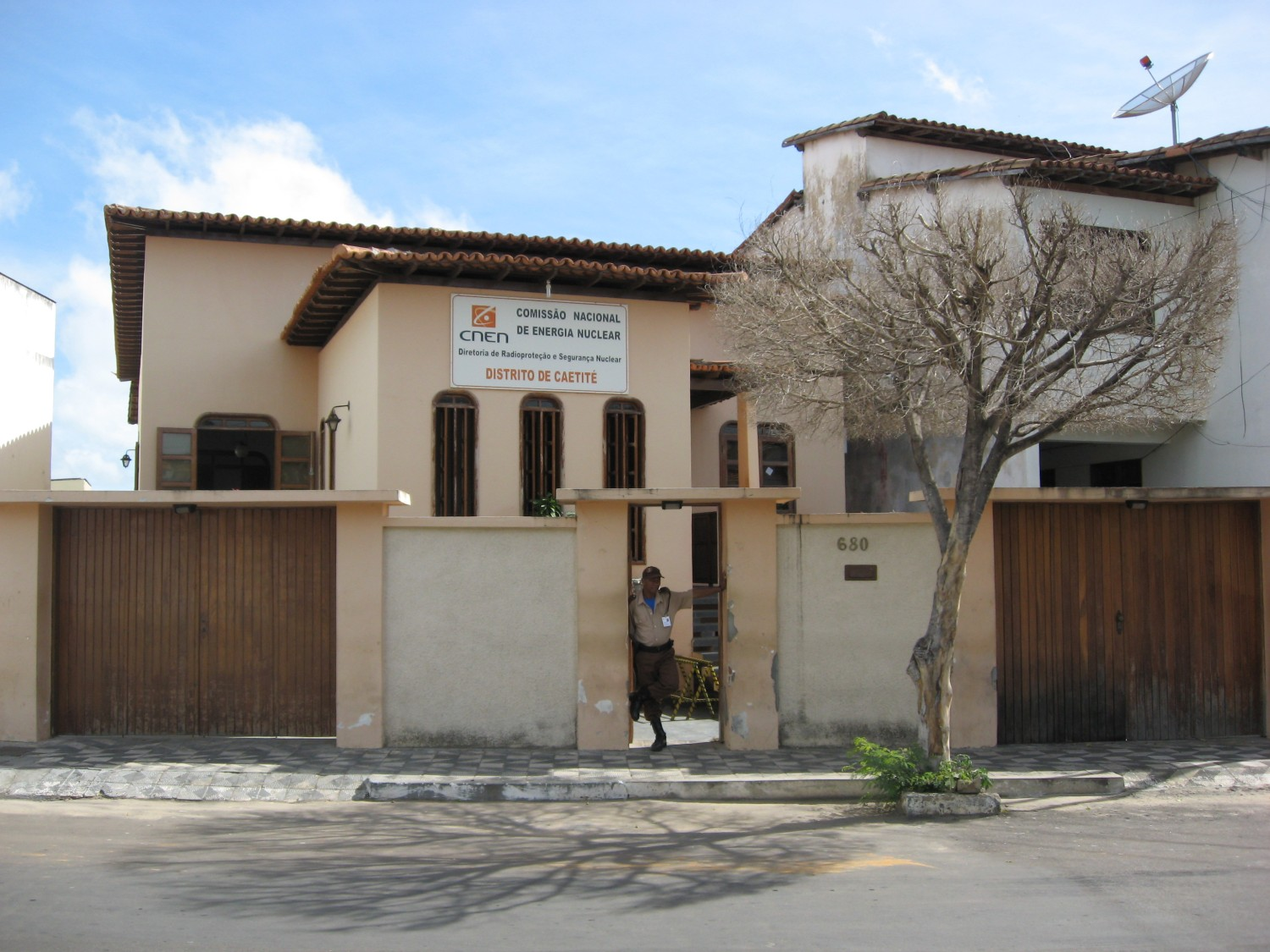
Агентство CNEN у місті Каетіте (BA)

В області досліджень, проводяться вивчення використання ядерних технологій в медицині, сільському господарстві, промисловості та довкіллі. Зокрема проводиться виробництво радіоізотопів та радіаційних лікувальних препаратів для використання в ядерній медицині, зокрема радіодіагностиці і радіотерапії; розробка промислових реакторів, нейроніки; розробка нових матеріалів, інструментів контролю, технологій стерилізації та збереження продуктів харчування за допомогою опромінювання; цитогенні препарати, розробка вакцин, неінвазивних методів дослідження, ядерних реагентів, гідрологічних методів, детекції витоків газів та рідин, процесів аналізу довкілля. В області логістики, створюється інфраструктура для ядерної промисловості, ядерної безпеки та досліджень захоронення відходів, технології аналізу, освіта та забезпечення суспільства інформацією про галузь.

## Ресурси Інтернету
- Офіційна сторінка CNEN

Інститути
- IEN - Instituto de Engenharia Nuclear
- IRD - Instituto de Radioproteção e Dosimetria
- IPEN - Instituto de Pesquisa Nucleares
- CDTN - Centro de Desenvolvimento da Tecnologia Nuclear
- CRCN-CO - Centro Regional de Ciências Nucleares do Centro-Oeste

| Бразилія | Це незавершена стаття з географії Бразилії. Ви можете допомогти проєкту, виправивши або дописавши її. |